# The Sessions – Wenn Worte berühren
The Sessions – Wenn Worte berühren ist ein US-amerikanischer Spielfilm aus dem Jahr 2012. Der Film basiert auf einer wahren Geschichte, die Mark O’Brien 1990 mit dem Artikel On Seeing a Sex Surrogate niederschrieb.

## Handlung
Mark O’Brien ist, seitdem er in seiner Kindheit an Polio erkrankte, gelähmt und auf eine Beatmungsmaschine angewiesen. Er hat zwar kein Taubheitsgefühl, aber seine Muskeln sind nicht mehr stark genug, um sich bewegen zu können. Sein Verstand ist allerdings klar und voller Gedanken, sodass er sogar in Berkeley Literatur studiert, um später Schriftsteller und Dichter zu werden. Doch er konnte noch nicht Geld für seine Aufträge akquirieren. Stattdessen muss er sich mit seiner unangenehmen und ruppigen Pflegerin Joan herumschlagen. Er will sie endlich loswerden, doch als gläubiger Mann will er sich erst den Segen von Pater Brendan holen. Dieser gibt ihm den Segen und Mark erhält mit der schönen Amanda eine neue Pflegerin, die sich nicht nur liebevoll um ihn kümmert, sondern auch noch eine erotische Ausstrahlung besitzt, die ihn träumen lässt. Beide kommen sich immer wieder sehr nahe. Sie ist von seinem Humor begeistert und er liebt ihren Körper. Eines Tages gesteht er ihr seine Liebe und macht ihr einen Heiratsantrag. Doch anstelle der erhofften Reaktion ist Amanda peinlich berührt und so traurig, dass sie die Stelle aufkündigt.
Enttäuscht von Amanda und tief getroffen schreibt Mark die Stelle der Pflegerin neu aus. Die Asiatin Vera wird seine neue Pflegerin. Zeitgleich erhält er auch von seiner Verlegerin Sandy vom Pacific News Service endlich die Gelder, um über Behinderte und ihren Sex schreiben zu können. Dazu interviewt er mehrere Behinderte, wobei in ihm selbst der Wunsch heranwächst, endlich entjungfert zu werden. Aber Sex außerhalb der Ehe kommt für ihn nicht in Frage, und da sein Heiratsantrag abgelehnt wurde und er keinen Sex mit Prostituierten haben möchte, bittet er erneut Pater Brendan um seinen Segen für eine erste sexuelle Begegnung. Brendan hadert mit sich selbst, gibt aber Marks Wunsch nach, wobei beide noch zu Jesus beten, dass er doch Mark bei seiner Sexreise beistehen möge.
Mark wendet sich an die Sexualtherapeutin Cheryl, die ihm sechs Sitzungen zusichert, in denen er seinen eigenen und den Körper einer Frau kennenlernen wird, wobei es auch zum Geschlechtsakt kommen wird. Dabei stellt sich Mark absolut unsicher an. Alle Informationen, die er hat, stammen aus Büchern. Ständig muss er alles überdenken und zu seinem eigenen Unglück ejakuliert er auch jedes Mal zu früh. Während er selbst glaubt, dass Gott ihn irgendwie bestrafen wolle oder er selbst nur der Ausdruck von Gottes seltsamem Humor sei, sieht Cheryl seine psychischen Probleme in seiner stark religiös geprägten Kindheit und seinem Glauben, dass er bestraft werden müsse und nichts Besseres verdiene.
Aber Mark baut auch Gefühle zu Cheryl auf. Er lädt sie privat zu einem Kaffee ein. Obwohl sie sonst Privates strikt von Beruflichem trennt, bricht sie diese Regel und trifft sich mit ihm. Dabei haben sie eine lockere, ausgelassene Zeit. Mark fühlt sich davon ermuntert und schreibt all seine Gedanken in ein Liebesgedicht, das er ihr als Brief sendet. Der Brief wird jedoch von ihrem Ehemann Josh geöffnet. Es kommt zu einem kleinen Ehekrach, bei dem Josh ihr vorwirft, dass sie ihren Job habe persönlich werden lassen. Nachdem beide sich vermeintlich versöhnen, kann auch Cheryl ihre Gefühle und Neugierde nicht im Zaum halten. Sie fischt den Liebesbrief nachts heimlich aus der Mülltonne und liest ihn. Dabei ist sie zu Tränen gerührt.
Kurz darauf meldet sich Amanda wieder bei Mark. Sie entführt ihn in den Park, wo sie wie früher ein kleines Picknick mit ihm hat. Sie wolle sich noch einmal von ihm verabschieden, bevor sie nach Deutschland reise, um dort zu studieren. Er habe sie immer zum Lachen gebracht, weswegen sie ihn auch liebe, aber eben nicht auf diese eine Weise, sondern auf ihre eigene. Das versichert sie ihm unter Tränen und mit einem letzten Abschiedskuss.
Mit der vierten Sitzung hat Cheryl endlich Sex mit Mark. Sie sitzt auf ihm auf und bringt sich selbst zum Orgasmus. Dann sinkt sie auf ihn nieder und küsst ihn. Er flüstert ihr zu, dass er sie liebt, und sie erwidert dies. Anschließend liegen sie beieinander und sprechen über ihre Gefühle. Dabei macht Cheryl den Vorschlag, die letzten beiden Sitzungen ausfallen zu lassen, da Mark nun sein Ziel erreicht habe, mit einer Frau zu schlafen. Es sei auch besser für ihn, denn er entwickle zu starke Gefühle. Sie würde ihm nur das Herz brechen. Mark stimmt dem zu und kehrt in sein altes Leben zurück.
Eines Nachts, als er einmal wieder in seinen Gedanken schwelgt, fällt bei ihm der Strom aus. Er ruft seinen Freund und Pfleger Rod an, dem er auf den Anrufbeantworter spricht, dass seine Beatmungsmaschine ausgefallen sei und er noch Luft für etwa drei Stunden habe, bevor er sterbe. Kurz darauf erwacht er im Krankenhaus. Man konnte gerade noch sein Leben retten. In seinem Patientenzimmer lernt er die freiwillige Helferin Susan kennen. Er macht seine üblichen Späße und kommt ihr dabei mit seinem Humor immer näher. Susan ist von ihm bezaubert. Sie soll in seinen letzten Lebensjahren noch seine Frau werden. Etwa fünf Jahre später verstirbt er und alle drei Frauen, die er liebte, kommen zu seiner Beerdigung, wo Marks Liebesgedicht verlesen wird.

## Kritik
Der renommierte Filmkritiker James Berardinelli lobte, dass Lewin Sexualität in dem Film nicht tabuisiere und sie als das zeige, was sie ist, „einen der elementarsten Triebe des Menschen“, wobei er auch nicht romantisiere. Der Film enthalte auch eine Portion Melodram, wobei „diese nicht immer funktioniere“. Er lobte Hunts Darstellung als „mutig“ und Hawkes als Oscar-verdächtig. Allerdings fand er schade, dass der „Film abrupt ende. Er hätte noch ein paar zusätzliche Szenen vertragen können.“
Der Film erinnere daran, „wie einzigartig sexuelle Intimität ist, und wie nobel sie auch sein kann“, meinte der renommierte Filmkritiker Roger Ebert. Er lobte auch Hawkes, dessen Rolle zwar nicht körperlich anstrengend sei, aber dennoch ein gewisses Maß an „Timing und tiefer Emotionalität“ erfordere. Im Film gehe „es nicht wirklich über Sexualität“, weswegen er „besonders brillant“ sei, denn er kritisiere und korrigiere vielmehr all die „unzähligen hirnlosen und billigen Sex-Szenen in anderen Filmen.“
Stephen Holden von der New York Times war positiv überrascht, dass es sich um einen „rührenden, zutiefst sex-positiven Film“ handelt, der sich mehr mit „Intimität, Zärtlichkeit und emotionaler Verbindung“ beschäftigt, anstatt mit „Leistung, Wettbewerb und Eroberung“ zu trumpfen. Er lobte den „überzeugenden“ Hawkes, meinte, dass andere Aspekte des Films lediglich am Rande behandelt werden und wunderte sich über den optischen Stil des Films, der „expliziter sei als notwendig.“.
die tageszeitung lobte das „anrührende, zugleich humorvolle und melancholische Drama“. Denn neben der „erstaunlichen schauspielerischen Leistung“ werde vor allen Dingen der eigentliche Vorgang „sachlich und detailliert gezeigt“. „Gerade diese Präzision ist es, die den Film davor bewahrt, dass er prüde oder aber schlüpfrig wirkt.“
Das Lexikon des internationalen Films meinte: „Ein erfrischend offenherziges Feel-Good-Movie, das die Reizthemen Sexualität und Behinderung ebenso unverblümt wie leichthändig angeht und dank außergewöhnlicher Darsteller gut, wenngleich mit nicht allzu viel Beschwernis unterhält.“
Barbara Schweizerhof von epd Film urteilte, dass The Sessions sich durch „seine feine Verquickung von Rührung und Humor“ auszeichne, was „Resultat eines glänzenden Drehbuchs“ sei. Auch die beiden Darsteller, „John Hawkes und William H. Macy, beweisen dabei einmal mehr, welch filigranes Handwerk die Filmschauspielerei sein“ könne.

## Hintergrund
Mark O’Brien war ein Journalist und Dichter, der nach seiner Polio-Erkrankung in seiner Kindheit vom Hals abwärts gelähmt war. Er war auf die Hilfe einer Eisernen Lunge angewiesen. Im Alter von 38 Jahren ging er eine Surrogatpartnerschaft ein, um seine Jungfräulichkeit zu verlieren. Bereits 1996 wurde mit Breathing Lessons: The Life and Work of Mark O’Brien eine Kurzdokumentation über ihn gedreht, die den Oscar für den besten Dokumentar-Kurzfilm erhielt. Mit How I Became a Human Being: A Disabled Man's Quest for Independence veröffentlichte er ein Buch über sein Leben, allerdings basieren weder Breathing Lessons noch der Film auf dem Buch. Der Film basiert auf dem 1990 im US-amerikanischen Monatsmagazin The Sun erschienenen Zeitungsartikel On Seeing a Sex Surrogate. O’Brien selbst starb 1999 im Alter von 49 Jahren.

## Produktion
Der Autor und Regisseur des Films, Ben Lewin, erkrankte einst selbst an Polio und ist seitdem auf Krücken angewiesen. Ursprünglich wollte er für die Idee einer Sitcom behinderter Menschen und Sexualität im Internet recherchieren, wobei er auf den Zeitungsartikel von O’Brien stieß. Er begann ein Drehbuch über den Artikel zu schreiben, ließ eigene Erfahrungen mit der Krankheit einfließen und arbeitete eng mit Susan Fernbach, der Witwe O’Briens, und Cheryl Cohen Greene, der Sexualtherapeutin O’Briens, zusammen. Anschließend interviewte er selbst mehrere Behinderte und traf sich mit behinderten Schauspielern, um die Hauptrolle zu besetzen. Doch da sich keiner als geeignet erwies, wurde John Hawkes engagiert.

## Veröffentlichung
Der Film feierte am 23. Januar 2012 unter dem Titel The Sessions auf dem Sundance Film Festival seine Weltpremiere. Umgehend wurden die weltweiten Vertriebsrechte für 6 Mio. US-Dollar von Fox Searchlight Pictures gekauft. Nachdem er auf mehreren weiteren Filmfestivals gezeigt wurde, ging er am 19. Oktober 2012 in die US-amerikanischen Kinos. In Deutschland war er ab dem 3. Januar 2013 in den Kinos zu sehen. Insgesamt spielte er seitdem weltweit etwas mehr als 7,8 Mio. US-Dollar ein.

## Auszeichnungen (Auswahl)
Oscarverleihung 2013
- Beste Nebendarstellerin: Nominierung für Helen Hunt

Golden Globe Awards 2013
- Bester Hauptdarsteller: Nominierung für John Hawkes
- Beste Nebendarstellerin: Nominierung für Helen Hunt

Screen Actors Guild Awards 2013
- Bester Hauptdarsteller: Nominierung für John Hawkes
- Beste Nebendarstellerin: Nominierung für Helen Hunt

Independent Spirit Awards 2013
- Bester Hauptdarsteller: John Hawkes
- Beste Hauptdarstellerin: Helen Hunt